# 金珢昊
金珢昊（1996年9月3日—），韓國男演員，另譯作「金恩浩」。

## 影視作品

### 劇集
| 年份 | 播放平台 | 劇名         | 角色   | 備註 |
| 2025 | KBS2     | 《喀喀喀喀》 | 姜泰浩 | 配角 |

### 電影
| 年份 | 片名            | 角色 | 性質 | 備註  |
| 2025 | 《Back! Stage》 | 成煥 | 主演 | [ 4 ] |

### 音樂錄影帶
| 日期          | 歌曲名稱                                      | 歌手    | 備註  |
| 2024年3月26日 | 《너의 편이 돼 줄게（I'll be by your side）》 | Davichi | [ 5 ] |

## 外部連結
- 官方网站
- 金珢昊的Instagram帳戶
- 金珢昊在NAVER上的资料
- 金珢昊在Daum上的资料
- 金珢昊在HanCinema的頁面（英文）